# 努賽賓

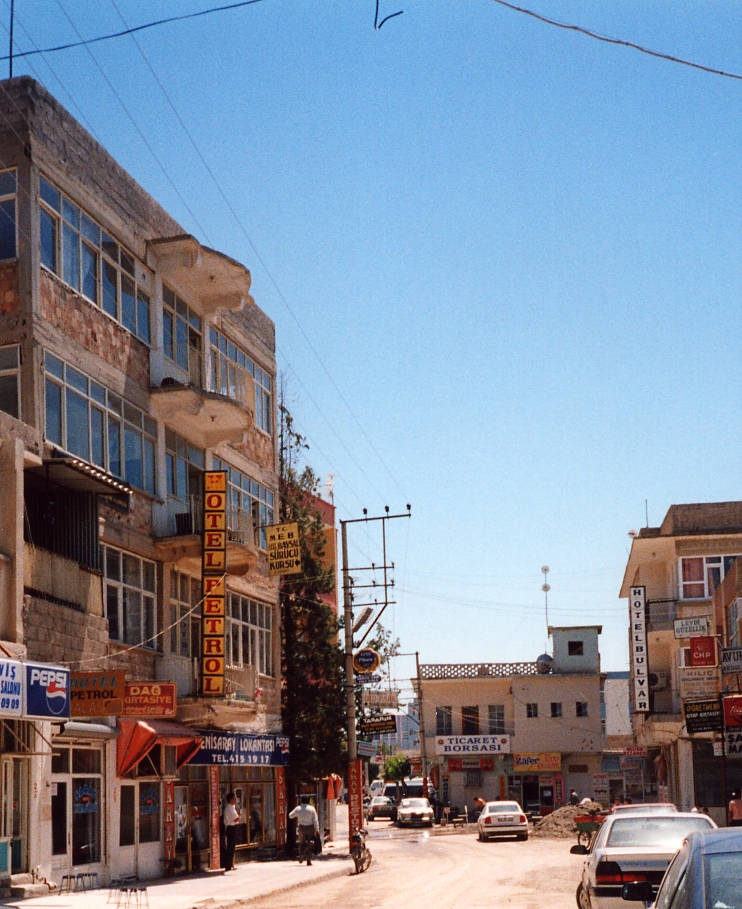
努賽賓

努賽賓，古名尼西比斯，是一座位於土耳其的城市，由馬爾丁省負責管轄，位於該國東南部，面積825平方公里，處於海拔水平面，受半乾旱氣候影響，每年平均降雨量223毫米，2010年人口44,697。

## 外部連結
- Nisibis （页面存档备份，存于）, Catholic Encyclopedia
- （页面存档备份，存于）, Hürriyet Daily News and Economic Review